# Curry verde

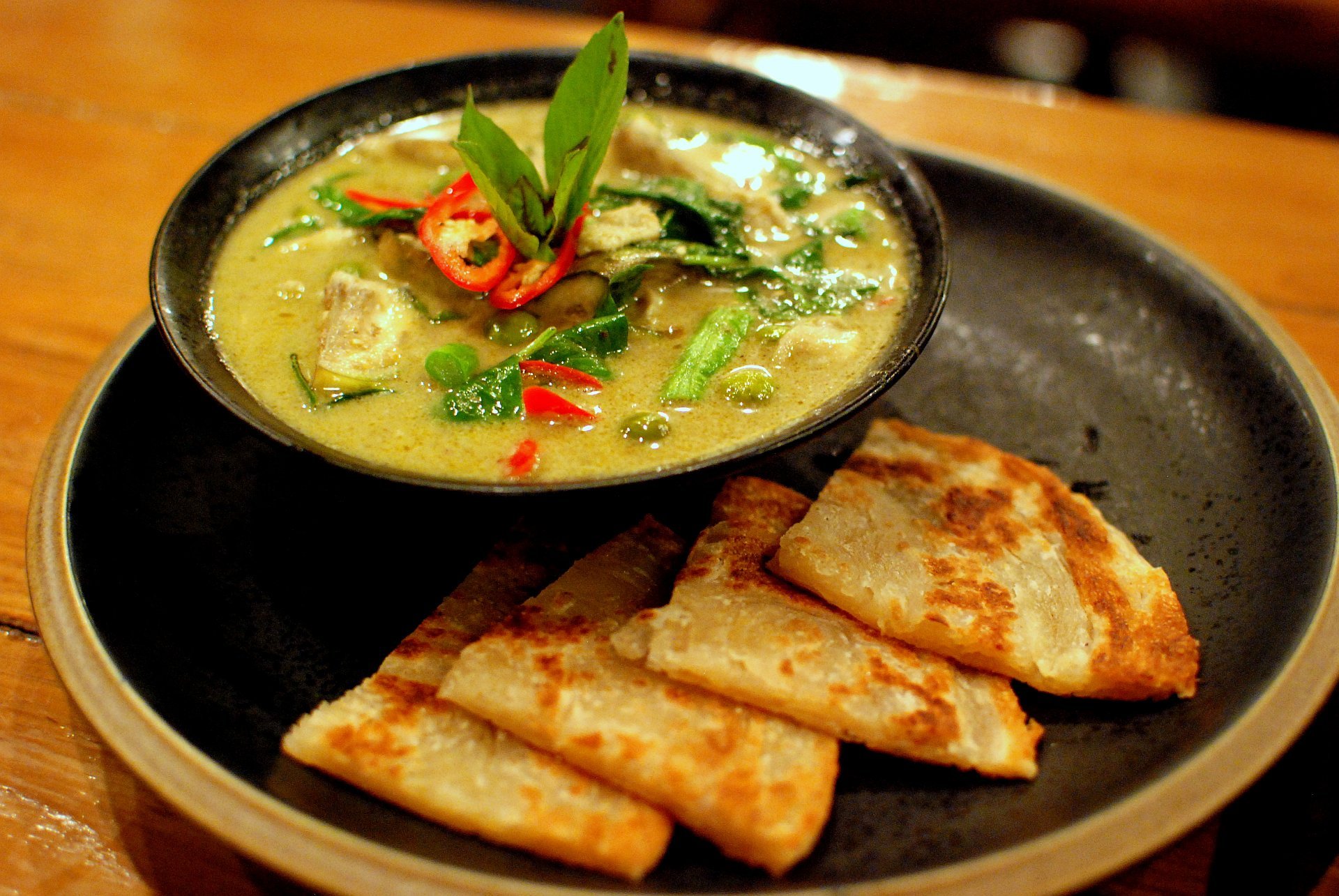

El curry verde (en tailandés: แกงเขียวหวาน) es una variedad de curry muy especiada que se emplea en la cocina tailandesa. La composición del curry es muy diversa y depende de la zona donde se elabore, pero por regla general suele llevar leche de coco como ingrediente principal. Otros ingredientes son la berenjena, azúcar, salsa de pescado, galangal, hojas de lima kaffir y hojas de albahaca tailandesa (denominada como Horopa - ต้นโหระพา), estos dos ingredientes son los responsables de proporcionar el color verde a este curry. 
El curry verde tailandés puede estar elaborado también con diferentes tipos de carnes y pescados, generalmente suele acompañar al arroz a fideos de arroz conocidos como "khanom jeen".

## Variantes
En la cocina tailandesa existen otros currys como curry amarillo y el curry rojo, elaborados de forma similar y los ingredientes empleados son los que proporcionan los distintos colores a la pasta del curry.